# Bulbophyllum toilliezae
Bulbophyllum toilliezae är en orkidéart som beskrevs av Jean Marie Bosser. Bulbophyllum toilliezae ingår i släktet Bulbophyllum och familjen orkidéer. Inga underarter finns listade i Catalogue of Life.